# Stefano Garris
Stefano Marco "Nino" Garris  (nacido el 21 de abril de 1979 (45 años) en Paderborn, Alemania)  es un exjugador de baloncesto alemán. Con 1.99 de estatura, juega en la posición de alero. 

## Equipos
- 1994-1998 Paderborn Baskets
- 1998-2001 TuS Lichterfelde
- 2001-2005 ALBA Berlín
- 2005-2008 Skyliners Frankfurt
- 2008-2009 Paderborn Baskets
- 2010-2012 TV 1864 Salzkotten